# Lijst van Rhynchitidae
Onderstaand een lijst van alle Rhynchitidae:
- Acritorrhynchites addendus
- Aderorhinus bicolor
- Aderorhinus crioceroides
- Aderorhinus formosanus
- Aderorhinus nepalensis
- Aderorhinus pedicellaris
- Aderorhinus variabilis
- Aderorhinus vossi
- Afroauletanus mazumbaicus
- Afromaculorhinus fulvopubens
- Afromaculorhinus hustachei
- Afromaculorhinus pilosovittatus
- Afrorhynchites basinensis
- Afrorhynchites conradti
- Afrorhynchites elegans
- Afrorhynchites ivoirensis
- Afrorhynchites villosus
- Afrorhynchites vulpes
- Afrorhynchites wittei
- Afrorhynchitidius lautus
- Afrorhynchitidius madinensis
- Afrorhynchitoides gabonicus
- Afrorhynchitoides pubens
- Afrovolvudius ghanensis
- Afrovolvudius hirsutus
- Afrovolvudius ilengensis
- Afrovolvudius zairicus
- Agilaus infuscatus
- Agilaus kapitensis
- Agilaus mirabilis
- Agilaus pectoralis
- Agilaus pedestris
- Alasiorhynchites nitidirostris
- Aletinus akinini
- Aletinus beckeri
- Aletinus constrictus
- Aletinus lepigrei
- Aletinus maculipennis
- Aletinus mongolicus
- Ameroinvolvulus auletoides
- Ameroinvolvulus basalis
- Ameroinvolvulus brasilianus
- Ameroinvolvulus columbianus
- Ameroinvolvulus dejeani
- Ameroinvolvulus mollis
- Ameroinvolvulus rioensis
- Ameroinvolvulus scutellaris
- Amerorhynchites adrienneae
- Amerorhynchites aeneus
- Amerorhynchites eximius
- Amerorhynchites kasparjani
- Amerorhynchites laeticulus
- Amerorhynchites mexicanus
- Amerorhynchites obscuricolor
- Amerorhynchites planifrons
- Amerorhynchites pseudomexicanus
- Amerorhynchites quadripennis
- Amerorhynchites sonorensis
- Amerorhynchites subauratus
- Amerorhynchites subviridanus
- Anisomerinidius scalptus
- Anisomerinus proteae
- Arhynchites balneator
- Arhynchites sibuyanensis
- Arodepus dimidiatus
- Arodepus marginellus
- Arodepus nigrifrons
- Arodepus penangensis
- Aspidobyctiscus clavicornis
- Aspidobyctiscus coerulans
- Aspidobyctiscus complanatus
- Aspidobyctiscus cyanocupreus
- Aspidobyctiscus foveostriatus
- Aspidobyctiscus kabakovi
- Aspidobyctiscus kazantsevi
- Aspidobyctiscus konoi
- Aspidobyctiscus lacunipennis
- Aspidobyctiscus laosensis
- Aspidobyctiscus marinus
- Aspidobyctiscus marshalli
- Aspidobyctiscus mirabilis
- Aspidobyctiscus morosus
- Aspidobyctiscus nanpingensis
- Aspidobyctiscus niger
- Aspidobyctiscus nigrocyaneus
- Aspidobyctiscus paviei
- Aspidobyctiscus pseudocoerulans
- Aspidobyctiscus punctatostriatus
- Aspidobyctiscus sculpturatus
- Aspidobyctiscus shiguensis
- Aspidobyctiscus sitchuanensis
- Aspidobyctiscus vietnamensis
- Aspidobyctiscus vossi
- Aspidobyctiscus yunnanicus
- Aspidobyctiscus zhejiangensis
- Auletanus ascendens
- Auletanus tawitawensis
- Auletes aeneus
- Auletes graecus
- Auletes tubicen
- Auletes wagenblasti
- Auletobius acaciae
- Auletobius adelaidae
- Auletobius aeneiceps
- Auletobius aeneus
- Auletobius albipilosus
- Auletobius anthracinus
- Auletobius aopensis
- Auletobius arunachalensis
- Auletobius atterimus
- Auletobius bengalensis
- Auletobius berberidis
- Auletobius blawanus
- Auletobius brevirostris
- Auletobius bryophagus
- Auletobius calvus
- Auletobius cariniceps
- Auletobius castor
- Auletobius chiangensis
- Auletobius convexifrons
- Auletobius cylindricollis
- Auletobius decipiens
- Auletobius densus
- Auletobius diversicolor
- Auletobius ebenus
- Auletobius egorovi
- Auletobius emeishanicus
- Auletobius erythroderes
- Auletobius eucalypti
- Auletobius fangensis
- Auletobius fausti
- Auletobius filirostris
- Auletobius flavipennis
- Auletobius flavus
- Auletobius fochaensis
- Auletobius formosus
- Auletobius fukienensis
- Auletobius fumigatus
- Auletobius ghumensis
- Auletobius hanashanensis
- Auletobius helleri
- Auletobius hunanicus
- Auletobius imitator
- Auletobius impectitus
- Auletobius incanus
- Auletobius inflaticollis
- Auletobius insignis
- Auletobius ipohensis
- Auletobius irkutensis
- Auletobius kalimantanensis
- Auletobius kamerunensis
- Auletobius karnatakaensis
- Auletobius kenyensis
- Auletobius kraatzi
- Auletobius laterirostris
- Auletobius latipennis
- Auletobius leucotrichus
- Auletobius lineatopunctatus
- Auletobius longirostris
- Auletobius lumlensis
- Auletobius maderensis
- Auletobius maroccanus
- Auletobius medvedevi
- Auletobius melaleucae
- Auletobius melanocephalus
- Auletobius melanostethus
- Auletobius mengalensis
- Auletobius meridianus
- Auletobius minor
- Auletobius monticolus
- Auletobius montrouzieri
- Auletobius nitens
- Auletobius obscurethoracalis
- Auletobius obscurus
- Auletobius orthorrhinus
- Auletobius ovatus
- Auletobius pahangensis
- Auletobius pallidus
- Auletobius pallipes
- Auletobius pilosus
- Auletobius planifrons
- Auletobius pollux
- Auletobius postscutellaris
- Auletobius psilorrhinus
- Auletobius puberulus
- Auletobius puncticollis
- Auletobius punctipennis
- Auletobius pygmaeus
- Auletobius rhodesiensis
- Auletobius rhyparochromus
- Auletobius rostraloides
- Auletobius ruber
- Auletobius rufus
- Auletobius sandakanensis
- Auletobius sanguisorbae
- Auletobius schoeni
- Auletobius semicrudus
- Auletobius shanpingensis
- Auletobius singaporensis
- Auletobius sorbinus
- Auletobius subbasalis
- Auletobius subbasaloides
- Auletobius subcalceatus
- Auletobius subcordaticollis
- Auletobius subgranulatus
- Auletobius submaculatus
- Auletobius sulcibasis
- Auletobius sumatranensis
- Auletobius suturalis
- Auletobius taiwanensis
- Auletobius tanahensis
- Auletobius tenasserimensis
- Auletobius testaceipennis
- Auletobius thailandicus
- Auletobius tibialis
- Auletobius transvaalensis
- Auletobius turbidus
- Auletobius ugandensis
- Auletobius ungurensis
- Auletobius urundiensis
- Auletobius variicollis
- Auletobius variipennis
- Auletobius vietnamensis
- Auletobius volkovitshi
- Auletomorphinus dundai
- Auletomorphinus limbourgi
- Auletomorphinus rubrofemoralis
- Auletomorphinus sutensis
- Auletomorphinus yunnanensis
- Auletomorphosus dohrni
- Auletomorphosus wagneri
- Auletomorphus bakeri
- Auletomorphus cupidio
- Auletomorphus isabellinus
- Auletomorphus magnus
- Auletomorphus major
- Auletomorphus montanus
- Auletomorphus pilifer
- Auletomorphus propinquus
- Auletomorphus recticulatus
- Auletomorphus simillimus
- Auletomorphus tenuirostris
- Auletomorphus tonkinensis
- Auletomorphus waterstradti
- Auletorhinus hirtellus
- Australetobius incostans
- Australetobius rubricollis
- Australotobius zimmermani
- Baikovius unicus
- Biblarodepus angustifrons
- Biblarodepus pallidiventris
- Biblarodepus sericans
- Biblarodepus solitarius
- Biblarodepus solutus
- Bicolorhynchus inthanonensis
- Bicolorhynchus longiclavoides
- Bicolorhynchus longiclavus
- Birhynchites pallidipennis
- Birhynchites weberi
- Brasilorhynchites ultramarinus
- Byctiscidius parcus
- Byctiscophilus championi
- Byctisculus bactaiensis
- Byctisculus griseoides
- Byctisculus griseus
- Byctiscus angusticollis
- Byctiscus betulae
- Byctiscus bilineatoides
- Byctiscus bilineatus
- Byctiscus cyanicolor
- Byctiscus davidiani
- Byctiscus davidis
- Byctiscus fausti
- Byctiscus fukienensis
- Byctiscus fulminans
- Byctiscus himalayaensis
- Byctiscus impressus
- Byctiscus kresli
- Byctiscus macros
- Byctiscus minimus
- Byctiscus moupinensis
- Byctiscus mutator
- Byctiscus obscuricuprea
- Byctiscus obscurocyaneus
- Byctiscus populi
- Byctiscus potanini
- Byctiscus princeps
- Byctiscus puberulus
- Byctiscus qingensis
- Byctiscus regularis
- Byctiscus rugosus
- Byctiscus siamensis
- Byctiscus similaris
- Byctiscus thibetana
- Byctiscus venustus
- Caboverdeletus euphorbiae
- Caenorhinus affinis
- Caenorhinus angusticollis
- Caenorhinus apicalis
- Caenorhinus arcuaticollis
- Caenorhinus assamensis
- Caenorhinus aterrimiceps
- Caenorhinus atricornis
- Caenorhinus atrorufus
- Caenorhinus basalis
- Caenorhinus basilanensis
- Caenorhinus bicoloripes
- Caenorhinus bifasciatus
- Caenorhinus boettcheri
- Caenorhinus bonaensis
- Caenorhinus borneoensis
- Caenorhinus brastagiensis
- Caenorhinus brevis
- Caenorhinus chiangensis
- Caenorhinus cibodasensis
- Caenorhinus cinctus
- Caenorhinus commodus
- Caenorhinus congestus
- Caenorhinus conicirostris
- Caenorhinus contiguus
- Caenorhinus corporaali
- Caenorhinus curtirostris
- Caenorhinus daphucensis
- Caenorhinus davidiani
- Caenorhinus decoomani
- Caenorhinus depressirostris
- Caenorhinus discretus
- Caenorhinus disjunctus
- Caenorhinus distinctus
- Caenorhinus diversus
- Caenorhinus dohrni
- Caenorhinus drescheri
- Caenorhinus dundai
- Caenorhinus eduardi
- Caenorhinus eumegacephalus
- Caenorhinus femoratus
- Caenorhinus flavidus
- Caenorhinus flaviventris
- Caenorhinus flaviventroides
- Caenorhinus frater
- Caenorhinus fukienensis
- Caenorhinus fuliginosus
- Caenorhinus fuscipennis
- Caenorhinus fusculus
- Caenorhinus gialaicus
- Caenorhinus gilviventris
- Caenorhinus glastinus
- Caenorhinus gorochovi
- Caenorhinus griseipennis
- Caenorhinus hanungensis
- Caenorhinus impressipennis
- Caenorhinus incertus
- Caenorhinus inclinatus
- Caenorhinus indochinensis
- Caenorhinus inflatus
- Caenorhinus insularis
- Caenorhinus javanicus
- Caenorhinus kalshoveni
- Caenorhinus keralensis
- Caenorhinus klapperichi
- Caenorhinus kotanginicus
- Caenorhinus kuenelae
- Caenorhinus laminatus
- Caenorhinus lepidus
- Caenorhinus loksadoensis
- Caenorhinus longiceps
- Caenorhinus maculiger
- Caenorhinus malabarensis
- Caenorhinus mannerheimi
- Caenorhinus mansiensis
- Caenorhinus marginatus
- Caenorhinus marshalli
- Caenorhinus merangicus
- Caenorhinus minimus
- Caenorhinus montanus
- Caenorhinus monticolus
- Caenorhinus niger
- Caenorhinus nigriceps
- Caenorhinus nigricornis
- Caenorhinus nigriniceps
- Caenorhinus nigripennis
- Caenorhinus nigritibialis
- Caenorhinus nigroapicalis
- Caenorhinus nigrobasalis
- Caenorhinus nigrocapitus
- Caenorhinus nigroflavus
- Caenorhinus notatus
- Caenorhinus ohdaisanus
- Caenorhinus orlovi
- Caenorhinus papei
- Caenorhinus perakensis
- Caenorhinus phohaensis
- Caenorhinus pilipes
- Caenorhinus pokharensis
- Caenorhinus potanini
- Caenorhinus proximus
- Caenorhinus pseudofemoratus
- Caenorhinus pygidialis
- Caenorhinus rasuwanus
- Caenorhinus robertsi
- Caenorhinus rufipallens
- Caenorhinus rufiventris
- Caenorhinus rugiceps
- Caenorhinus rugulosus
- Caenorhinus rusticapitus
- Caenorhinus seminiger
- Caenorhinus sericeus
- Caenorhinus serratissimus
- Caenorhinus signatus
- Caenorhinus simillimus
- Caenorhinus singularis
- Caenorhinus slamatensis
- Caenorhinus smaragdinus
- Caenorhinus socius
- Caenorhinus soppongensis
- Caenorhinus sublimbatus
- Caenorhinus subrugaticollis
- Caenorhinus subseriatopilosus
- Caenorhinus subtilis
- Caenorhinus subviridis
- Caenorhinus sulcifrons
- Caenorhinus taeniatus
- Caenorhinus tamdaonensis
- Caenorhinus tenuicornis
- Caenorhinus testaceus
- Caenorhinus tigris
- Caenorhinus tjambaicus
- Caenorhinus ventralis
- Caenorhinus vietnamensis
- Caenorhinus vinphuensis
- Caenorhinus virens
- Caenorhinus viridielytris
- Caenorhinus vossi
- Caenorhinus yundianensis
- Callirhynchites congoanus
- Callirhynchites kakamegus
- Callirhynchites merkli
- Callirhynchites mundus
- Callirhynchites rubrithorax
- Callirhynchites schroederi
- Callirhynchites tanganyikus
- Caporhynchites aethiopicus
- Caporhynchites debrensis
- Caporhynchites freidbergi
- Caporhynchites friedmani
- Caporhynchites gabirus
- Caporhynchites gaboronensis
- Caporhynchites gonderensis
- Caporhynchites grewiae
- Caporhynchites kenyensis
- Caporhynchites longicollis
- Caporhynchites ruindinus
- Caporhynchites shewanus
- Caporhynchites snizeki
- Caporhynchites tanzanensis
- Caporhynchites zimbabwensis
- Capylarodepopsis aeneipennis
- Capylarodepopsis confinis
- Capylarodepopsis exophthalmus
- Capylarodepopsis gibbus
- Capylarodepopsis iliganensis
- Capylarodepopsis medvedevi
- Capylarodepopsis nigrilineatoides
- Capylarodepopsis nigrilineatus
- Capylarodepopsis rugicollis
- Capylarodepopsis sandakanensis
- Capylarodepus dapitanensis
- Capylarodepus galerucoides
- Capylarodepus luzonensis
- Capylarodepus rudis
- Capylarodepus uniformis
- Cartorhynchites aerosus
- Cartorhynchites amamiensis
- Cartorhynchites angusticlavus
- Cartorhynchites apertus
- Cartorhynchites baitetensis
- Cartorhynchites beijinensis
- Cartorhynchites bicolor
- Cartorhynchites breviusculus
- Cartorhynchites coarctirostris
- Cartorhynchites coarctus
- Cartorhynchites crassiusculus
- Cartorhynchites curtus
- Cartorhynchites dispar
- Cartorhynchites flavipedestris
- Cartorhynchites flavus
- Cartorhynchites gilvipes
- Cartorhynchites gorochovi
- Cartorhynchites kontumensis
- Cartorhynchites laosensis
- Cartorhynchites leucothyreus
- Cartorhynchites motschulskyi
- Cartorhynchites nantouensus
- Cartorhynchites nigrirostris
- Cartorhynchites pallicollis
- Cartorhynchites pehangensis
- Cartorhynchites pocholatkoi
- Cartorhynchites robinsonensis
- Cartorhynchites sawadai
- Cartorhynchites sinchaiensis
- Cartorhynchites struvei
- Cartorhynchites subtilis
- Cartorhynchites tanahensis
- Cartorhynchites thailandicus
- Cartorhynchites vietnamensis
- Cartorhynchites wallacei
- Cateugnamptus adjectus
- Cateugnamptus affinis
- Cateugnamptus congestus
- Cateugnamptus hirsutus
- Cateugnamptus venustus
- Cesauletes laticollis
- Cesauletes nasalis
- Cesauletes viridis
- Chinadeporaus bicolor
- Chinadeporaus minuroides
- Chinadeporaus nepalensis
- Chinadeporaus pallidipes
- Chinadeporaus ruber
- Chinadeporaus semiruber
- Chinadeporaus sichuanensis
- Chinadeporaus strigellus
- Chinadeporaus tschungseni
- Chinadeporaus yunnanicus
- Chineugnamptus kubani
- Chokkirius truncatus
- Chonostropheus chinensis
- Chonostropheus chujoi
- Chonostropheus seminiger
- Chonostropheus tristis
- Chryseugnamptus caeruleoflavus
- Chryseugnamptus chengduensis
- Chryseugnamptus desbrochersi
- Chryseugnamptus flavinasus
- Chryseugnamptus flavirostris
- Clinorhynchidius endrodyi
- Clinorhynchidius flexirostris
- Clinorhynchidius sanguinicollis
- Clinorhynchites castaneus
- Clinorhynchites despectus
- Clinorhynchites distinguendulus
- Clinorhynchites nigripes
- Clinorhynchites rufofemoratus
- Clinorhynchites scheitzae
- Cneminvolvulus aes
- Cneminvolvulus buonloensis
- Cneminvolvulus celebicus
- Cneminvolvulus cinnamomi
- Cneminvolvulus cornix
- Cneminvolvulus cuprinus
- Cneminvolvulus desbrochersi
- Cneminvolvulus discretus
- Cneminvolvulus dissimilicolor
- Cneminvolvulus foveifrons
- Cneminvolvulus imparis
- Cneminvolvulus longehirtus
- Cneminvolvulus moestus
- Cneminvolvulus nanlingensis
- Cneminvolvulus parvus
- Cneminvolvulus phohaensis
- Cneminvolvulus pubipennis
- Cneminvolvulus pudens
- Cneminvolvulus puncticeps
- Cneminvolvulus rasuwanus
- Cneminvolvulus revestitus
- Cneminvolvulus rugosicollis
- Cneminvolvulus subchalybaeus
- Cneminvolvulus utaraensis
- Cneminvolvulus vietnamensis
- Cneminvolvulus weibaoshanensis
- Coccygorhynchites sericeus
- Coenorrhinophila prochesi
- Coenorrhinophila subtomentosus
- Convexodeporaus parvicollis
- Cyaneugnamptus lunlinensis
- Cyaneugnamptus partenuicollis
- Cyaneugnamptus pilosellus
- Cyaneugnamptus pseudosauteri
- Cyaneugnamptus sauteri
- Cyaneugnamptus tenuicollis
- Cyaneugnamptus tenuicolloides
- Cyaneugnamptus vicinus
- Cyanorhynchites demeyeri
- Cyanorhynchites equateurensis
- Cyanorhynchites nigrocyaneus
- Cylauletes combreti
- Cyllorhynchites andrewesi
- Cyllorhynchites auricapillus
- Cyllorhynchites brevis
- Cyllorhynchites cheliensis
- Cyllorhynchites cumulatus
- Cyllorhynchites doipuiensis
- Cyllorhynchites dundai
- Cyllorhynchites flavosuturalis
- Cyllorhynchites fruhstorferi
- Cyllorhynchites granulatus
- Cyllorhynchites granulipennis
- Cyllorhynchites hunanicus
- Cyllorhynchites indicus
- Cyllorhynchites lauraceae
- Cyllorhynchites nankingensis
- Cyllorhynchites niger
- Cyllorhynchites shaanxiensis
- Cyllorhynchites spinicollis
- Cyllorhynchites subcumulatus
- Cyllorhynchites unimaculatus
- Cyllorhynchites ursulus
- Deneauletes buruensis
- Deneauletes limbourgi
- Dentatorhinus cimetarius
- Dentatorhinus spadiceus
- Depasophilus bakeri
- Depasophilus ruberrimus
- Depasophilus subcoarctatus
- Depasophilus vietnamensis
- Deporaus affectatus
- Deporaus azarovae
- Deporaus betulae
- Deporaus brunneoclavus
- Deporaus cangshauensis
- Deporaus femoralis
- Deporaus flaviclavus
- Deporaus gunlaishanensis
- Deporaus hartmanni
- Deporaus hingensis
- Deporaus kangdingensis
- Deporaus lewisi
- Deporaus lizipingensis
- Deporaus mugezoensis
- Deporaus nanlingensis
- Deporaus nidificus
- Deporaus pacatus
- Deporaus podager
- Deporaus pseudopacatus
- Deporaus septentrionalis
- Deporaus unicolor
- Deporaus weishanensis
- Dicranognathus bipunctatus
- Dicranognathus hunanicus
- Dicranognathus javanicus
- Dicranognathus nebulosus
- Dicranognathus obscurofasciatus
- Docirhynchus rectirostris
- Docirhynchus terebrans
- Ecnomonychus usambaricus
- Eduardirhinus tenuicornis
- Elautobius horni
- Eomesauletes politus
- Eosalacus reunionensis
- Epirhynchites amygdali
- Epirhynchites auratus
- Epirhynchites friedmani
- Epirhynchites giganteus
- Epirhynchites hajastanicus
- Epirhynchites heros
- Epirhynchites lopatini
- Epirhynchites martynovi
- Epirhynchites patricius
- Epirhynchites sarafschanicus
- Epirhynchites smyrnensis
- Epirhynchites trojanus
- Epirhynchites turcicus
- Epirhynchites velatus
- Epirhynchites zaitzevi
- Epirhynchites zherichini
- Essodius unicolor
- Eugnamptellus antennalis
- Eugnamptellus germanus
- Eugnamptellus herediensis
- Eugnamptellus laticeps
- Eugnamptellus maculatus
- Eugnamptellus pusillus
- Eugnamptellus rostralis
- Eugnamptellus salvini
- Eugnamptellus sulcicollis
- Eugnamptidea tertiaria
- Eugnamptobius atriceps
- Eugnamptobius atripennis
- Eugnamptobius aurifrons
- Eugnamptobius cervinus
- Eugnamptobius distinctus
- Eugnamptobius diversus
- Eugnamptobius dubius
- Eugnamptobius excisipes
- Eugnamptobius fansipanensis
- Eugnamptobius flavicornis
- Eugnamptobius flavipes
- Eugnamptobius fukienensis
- Eugnamptobius furvus
- Eugnamptobius grisescens
- Eugnamptobius indochinensis
- Eugnamptobius insularis
- Eugnamptobius ixigerum
- Eugnamptobius kachinensis
- Eugnamptobius kalimantanensis
- Eugnamptobius kannakensis
- Eugnamptobius kiriromensis
- Eugnamptobius kuatunensis
- Eugnamptobius maehongsongensis
- Eugnamptobius magnus
- Eugnamptobius magwayensis
- Eugnamptobius morimotoi
- Eugnamptobius napolovi
- Eugnamptobius nepalensis
- Eugnamptobius nigriclavus
- Eugnamptobius pannosus
- Eugnamptobius pedestris
- Eugnamptobius pelletieri
- Eugnamptobius prachinensis
- Eugnamptobius pseudomagnus
- Eugnamptobius sanguinolentus
- Eugnamptobius santaysanensis
- Eugnamptobius siamensis
- Eugnamptobius subcarinulatus
- Eugnamptobius subcoeruleifrons
- Eugnamptobius subpurpureus
- Eugnamptobius tamdaoensis
- Eugnamptobius tsindunensis
- Eugnamptobius weishanensis
- Eugnamptoplesius violaceipennis
- Eugnamptus angustatus
- Eugnamptus apicipennis
- Eugnamptus bakeri
- Eugnamptus bicolor
- Eugnamptus brevicollis
- Eugnamptus cinctus
- Eugnamptus cornutus
- Eugnamptus deporaoides
- Eugnamptus diabroticus
- Eugnamptus dibaphus
- Eugnamptus dispar
- Eugnamptus divisus
- Eugnamptus elongatus
- Eugnamptus flavus
- Eugnamptus giganteus
- Eugnamptus gracilipes
- Eugnamptus gracilis
- Eugnamptus hirtellus
- Eugnamptus inclusus
- Eugnamptus kazantsevi
- Eugnamptus latifrons
- Eugnamptus latirostris
- Eugnamptus lituratus
- Eugnamptus longicollis
- Eugnamptus longipes
- Eugnamptus longulus
- Eugnamptus manshinsis
- Eugnamptus medvedevi
- Eugnamptus mirabilis
- Eugnamptus monchadskii
- Eugnamptus niger
- Eugnamptus nigricornis
- Eugnamptus nigripennis
- Eugnamptus nigriventris
- Eugnamptus nigrocapitus
- Eugnamptus nigroruber
- Eugnamptus notatus
- Eugnamptus obscurus
- Eugnamptus palleolus
- Eugnamptus pallidus
- Eugnamptus picticollis
- Eugnamptus plebeius
- Eugnamptus pseudonigriventris
- Eugnamptus punctatus
- Eugnamptus puncticeps
- Eugnamptus quadrimaculatus
- Eugnamptus ruber
- Eugnamptus rudis
- Eugnamptus rufifrons
- Eugnamptus rufipennis
- Eugnamptus rusticus
- Eugnamptus semivittatus
- Eugnamptus seriatus
- Eugnamptus sexmaculatus
- Eugnamptus sheilae
- Eugnamptus sitshuanensis
- Eugnamptus striatus
- Eugnamptus sulcatus
- Eugnamptus sumatranensis
- Eugnamptus tibialis
- Eugnamptus truncatus
- Eugnamptus varius
- Eugnamptus vietnamensis
- Eugnamptus violaceiceps
- Eugnamptus zhejiangensis
- Eumetopon flavomaculatus
- Eumetopon rectirostris
- Eumetopon unimaculatus
- Eurostauletes longimanus
- Eurostauletes procerus
- Eurostauletes rubrorufus
- Eusproda fengshuensis
- Eusproda proxima
- Eusproda tumida
- Exochorhynchites decumanus
- Exrhynchites fausti
- Exrhynchites himachalensis
- Exrhynchites major
- Exrhynchites mechtensis
- Exrhynchites minor
- Exrhynchites puberulus
- Exrhynchites subclathratus
- Exrhynchites subplanus
- Faustignamptus apicalis
- Faustignamptus atratulus
- Faustignamptus balius
- Faustignamptus basalis
- Faustignamptus bellus
- Faustignamptus bifenestratus
- Faustignamptus dimidiatus
- Faustignamptus grandiceps
- Faustignamptus longiusculus
- Faustignamptus maculifer
- Faustignamptus minuta
- Faustignamptus nigriceps
- Faustignamptus sarapiquensis
- Faustignamptus suturalis
- Faustignamptus testaceipennis
- Faustignamptus trinotatus
- Faustignamptus tropicus
- Faustignamptus tucumanensis
- Flavorhynchites amitinus
- Flavorhynchites dapitanus
- Flavorhynchites mindanaoensis
- Flavorhynchites platyfrons
- Germanocartus heydeni
- Guineauletes mirabilis
- Guineauletes sculpturatus
- Gymnauletes bicolor
- Gymnauletes castaneus
- Gymnauletes cognatus
- Gymnauletes glaber
- Gymnauletobius kuscheli
- Gymnauletobius nitidus
- Gymnauletobius nudus
- Gymnauletobius peruanus
- Gymnauletobius tibialis
- Habrorhynchites capensis
- Habrorhynchites hirtus
- Habrorhynchites pelsuei
- Habrorhynchites scrobicollis
- Hamiltoniauletes affinis
- Hamiltoniauletes cassandrae
- Hamiltoniauletes guadelupensis
- Hamiltoniauletes hondurasensis
- Hamiltoniauletes humeralis
- Hamiltoniauletes oaxacus
- Hamiltoniauletes optatus
- Hamiltoniauletes panamensis
- Hamiltoniauletes rostralis
- Hamiltoniauletes striaticeps
- Hamiltoniauletes subseriepunctatus
- Hamiltoniauletes tabaci
- Hamiltoniauletes trifasciatus
- Haplorhynchites hampsoni
- Haplorhynchites malabarensis
- Haplorhynchites viridanus
- Haplorhynchites viridirostris
- Hemilypus hondurensis
- Hemilypus latipes
- Hemilypus obliteratus
- Hemilypus sallei
- Heterorhynchites alcyoneus
- Heterorhynchites azureus
- Heterorhynchites balaninoides
- Heterorhynchites bhamoensis
- Heterorhynchites carinensis
- Heterorhynchites copiosus
- Heterorhynchites elysius
- Heterorhynchites fausti
- Heterorhynchites flaviclavus
- Heterorhynchites incertus
- Heterorhynchites javanicus
- Heterorhynchites kawiensis
- Heterorhynchites kinabalus
- Heterorhynchites macros
- Heterorhynchites medvedevi
- Heterorhynchites perakensis
- Heterorhynchites philippensis
- Heterorhynchites pilumnus
- Heterorhynchites pristis
- Heterorhynchites pruinosus
- Heterorhynchites satrapus
- Heterorhynchites schoenherri
- Heterorhynchites semenovi
- Heterorhynchites singaporensis
- Heterorhynchites subdentatus
- Heterorhynchites subtectus
- Heterorhynchites svetlanae
- Heterorhynchites tananensis
- Heterorhynchites wahnesi
- Himalayrhynchites canus
- Hustacheletes decorsei
- Indinvolvulus bifasciatus
- Indinvolvulus hispoides
- Indinvolvulus pustulatus
- Indinvolvulus scabridus
- Indorhynchites morulus
- Involvulus baojiensis
- Involvulus cupreus
- Involvulus cylindricollis
- Involvulus gemmus
- Isothea alleni
- Japonorhynchites bicoloroides
- Japonorhynchites bisulcatus
- Japonorhynchites caeligenus
- Japonorhynchites meghalayensis
- Japonorhynchites sanguinipennis
- Japonorhynchites zhejiangensis
- Javaeletobius drescheri
- Javaeletobius mindanaoensis
- Jekelirhynchites kannakensis
- Lasioauletes zumpti
- Lasiorhynchidius curtirostris
- Lasiorhynchidius rutilus
- Lasiorhynchites cavifrons
- Lasiorhynchites freidbergi
- Listrobyctiscus aestuans
- Listrobyctiscus bilaranensis
- Listrobyctiscus boettcheri
- Listrobyctiscus brunneus
- Listrobyctiscus coeruleipennis
- Listrobyctiscus corvinus
- Listrobyctiscus insularis
- Listrobyctiscus laevigatus
- Listrobyctiscus leytensis
- Listrobyctiscus luzonensis
- Listrobyctiscus midanaoensis
- Listrobyctiscus mindoroensis
- Listrobyctiscus montanus
- Listrobyctiscus moris
- Listrobyctiscus pehangensis
- Listrobyctiscus siobanensis
- Listrobyctiscus sulawesensis
- Listrobyctiscus tombuguensis
- Macroauletes humboldti
- Macroauletes picticornis
- Maculinvolvulus asingularis
- Maculinvolvulus fasciculosus
- Maculinvolvulus kaszabi
- Maculinvolvulus maduranus
- Maculinvolvulus merkli
- Maculinvolvulus singularis
- Maculinvolvulus tamilensis
- Maculinvolvulus vestitoides
- Maculorhinus arrowi
- Maculorhinus fasciatus
- Maculorhinus figuratus
- Maculorhinus marshalli
- Maculorhinus samarensis
- Madagauletes costulatus
- Malarhynchites flavolineatus
- Mecoris ungaricus
- Megalarodepus atroptera
- Megalarodepus dohertyi
- Megalarodepus murzini
- Megalarodepus tibialis
- Megalaroderopsis dundai
- Megalaroderopsis glabricollis
- Megalaroderopsis harauensis
- Megalaroderopsis pilifer
- Merhynchites bicolor
- Merhynchites pailmii
- Merhynchites tricarinatus
- Merhynchites wickhami
- Mesauletobius pubescens
- Metacnemvulus hirtellus
- Metacnemvulus rubrohumeralis
- Metallorhynchites aereus
- Metallorhynchites chalceus
- Metallorhynchites ochreosignatus
- Metallorhynchites subvirens
- Metallorhynchites subviridis
- Metallorhynchites venustulus
- Metarhynchites acaciae
- Metarhynchites arduus
- Metarhynchites coorgensis
- Metarhynchites fukienensis
- Metarhynchites korotyaevi
- Metarhynchites lepidulus
- Metarhynchites longulus
- Metarhynchites molybdaenus
- Metarhynchites nalandaicus
- Metarhynchites napolovi
- Metarhynchites nathani
- Metarhynchites parvulus
- Metarhynchites schenklingi
- Metarhynchites suborichalceus
- Metinvolvulus haradai
- Metinvolvulus lupulus
- Metinvolvulus sundukovi
- Mexicorhinchus oaxacus
- Minuroides seniculus
- Minurus fulvescens
- Minurus testaceus
- Mirabrhynchites behnei
- Mirabrhynchites kabakovi
- Mirabrhynchites mirificus
- Mirabrhynchites soppongensis
- Mirabrhynchites suthepensis
- Montaninvolvulus aeneoniger
- Montaninvolvulus austerus
- Montaninvolvulus bucklandiae
- Montaninvolvulus gatlangensis
- Montaninvolvulus liveus
- Montaninvolvulus melancholicus
- Montaninvolvulus potanini
- Montaninvolvulus xilingensis
- Neauletes baitetensis
- Neauletes madangensis
- Neauletes relictus
- Nelasiorhynchites apicalis
- Nelasiorhynchites brevirostris
- Nelasiorhynchites olivaceus
- Nelasiorhynchites praeustus
- Nelasiorhynchites syriacus
- Nelasiorhynchites ussuriensis
- Nelasiorhynchites vaucheri
- Nelistrobyctiscus armaticollis
- Nelistrobyctiscus celebicus
- Nelistrobyctiscus chalybaeus
- Nelistrobyctiscus gagates
- Nelistrobyctiscus luchti
- Nelistrobyctiscus malaccanus
- Nelistrobyctiscus patruelis
- Nelistrobyctiscus pseudopatruelis
- Nelistrobyctiscus rubriventris
- Nelistrobyctiscus sichuanensis
- Nelistrobyctiscus sulaensis
- Nelistrobyctiscus tibialis
- Nelistrobyctiscus vietnamenisis
- Neoarodepus subcoarctatus
- Neobyctiscidius hanungensis
- Neobyctiscidius weibaoshanensis
- Neocoenorhinidius abeillei
- Neocoenorhinidius assimilis
- Neocoenorhinidius cribrum
- Neocoenorhinidius cuprinus
- Neocoenorhinidius cyaneus
- Neocoenorhinidius interpunctatus
- Neocoenorhinidius interruptus
- Neocoenorhinidius italicus
- Neocoenorhinidius mekongensis
- Neocoenorhinidius pauxillus
- Neocoenorhinidius pseudocribrum
- Neocoenorhinidius thomsoni
- Neocoenorrhinus germanicus
- Neoeugnamptus amurensis
- Neoeugnamptus austrochinensis
- Neoeugnamptus cangshanensis
- Neoeugnamptus cyaneus
- Neoeugnamptus dundai
- Neoeugnamptus friedmani
- Neoeugnamptus habashanensis
- Neoeugnamptus instabilis
- Neoeugnamptus konstantinovi
- Neoeugnamptus laocaensis
- Neoeugnamptus lijiangensis
- Neoeugnamptus linanensis
- Neoeugnamptus nepalicus
- Neoeugnamptus panfilovi
- Neoeugnamptus parvulus
- Neoeugnamptus potanini
- Neoeugnamptus taihorinensis
- Neoeugnamptus tarokoensis
- Neoeugnamptus thailandicus
- Neoeugnamptus volkovitshi
- Neoeugnamptus weibaoshanensis
- Neoeugnamptus yunnanensis
- Nepalorhynchites ferox
- Nigroarodepus biounctatus
- Nigroarodepus laocaensis
- Nigroarodepus laosensis
- Nigroarodepus zherichini
- Odontodeporaus spinipes
- Odontodeporaus thailandicus
- Opacoinvolvulus adjectus
- Opacoinvolvulus aterrimus
- Opacoinvolvulus birmanicus
- Opacoinvolvulus civicus
- Opacoinvolvulus cognatus
- Opacoinvolvulus contristatus
- Opacoinvolvulus furvus
- Opacoinvolvulus gensanensis
- Opacoinvolvulus intricatus
- Opacoinvolvulus intrusus
- Opacoinvolvulus lepidus
- Opacoinvolvulus lygaeus
- Opacoinvolvulus nigricans
- Opacoinvolvulus nitidifrons
- Opacoinvolvulus penangicolus
- Opacoinvolvulus planiusculus
- Opacoinvolvulus pseudocivinus
- Opacoinvolvulus punctifrons
- Opacoinvolvulus punctulatus
- Opacoinvolvulus rottensis
- Opacoinvolvulus ruficornis
- Opacoinvolvulus rugiceps
- Opacoinvolvulus scitus
- Opacoinvolvulus semirugosus
- Opacoinvolvulus subopacus
- Opacoinvolvulus zherichini
- Oreugnamptus lacunosus
- Oreugnamptus tessellatus
- Orrhynchites comosellus
- Paleauletes depratus
- Paleauletes exanimale
- Paleauletes sedatus
- Paleauletobius silenus
- Paleodeporaus amplicollis
- Paleodeporaus daliensis
- Paleodeporaus jiriensis
- Paleodeporaus kathmanduensis
- Paleodeporaus luctuosus
- Paleodeporaus reitteri
- Paleodeporaus rhynchitoides
- Paleodeporaus ussuriensis
- Paleodeporaus xishamensis
- Paradeporaus depressus
- Paramechoris distans
- Paramechoris hirtus
- Paramechoris salvadorensis
- Paramechoris verfurus
- Paramechoris zunilensis
- Pararhynchites similatus
- Parauletanus disparatus
- Parauletoides lucidopilosus
- Parinvolvulus anthracinus
- Parinvolvulus apionoides
- Parinvolvulus berezovskyi
- Parinvolvulus carinaticollis
- Parinvolvulus carinulatus
- Parinvolvulus ceylonensis
- Parinvolvulus egenus
- Parinvolvulus furtivus
- Parinvolvulus glabellus
- Parinvolvulus hauseri
- Parinvolvulus pilosus
- Parinvolvulus placidus
- Parinvolvulus przhevalskyi
- Parinvolvulus shochrini
- Parinvolvulus ussuriensis
- Parinvolvulus zherichini
- Parvodeporaus gaoligongiensis
- Perinvolvulus africanus
- Perinvolvulus bobiricus
- Perinvolvulus cinctellus
- Perinvolvulus cuprescens
- Perrhynchites aereipennis
- Perrhynchites bellus
- Perrhynchitoides brunneus
- Perrhynchitoides pelliceus
- Philippinorhinus pellitus
- Philippinorhynchites plagiocephalus
- Philirhynchites beccarii
- Philirhynchites helleri
- Philorectus insolitus
- Philorectus orlovi
- Philorectus sjaomonjanicus
- Pilosauletes aurichalceus
- Pilosoinvolvulus decipiens
- Pilosoinvolvulus densatus
- Pilosoinvolvulus siwalikensis
- Pilosoinvolvulus solutus
- Pilosoinvolvulus subolivaceus
- Pilosoinvolvulus yunnanicus
- Platyrhynchitoides indicus
- Probyctiscidius insularis
- Probyctisculus mustangensis
- Probyctisculus nanitalensis
- Prodeporaides wymani
- Prodeporaus curiosum
- Prodeporaus manillensis
- Prodeporaus smithii
- Prodeporaus subterraneus
- Proelautobius dentatus
- Proelautobius erythropterus
- Proelautobius familiaris
- Proelautobius fujianicus
- Proelautobius gracilirostris
- Proelautobius hunanicus
- Proelautobius indochinensis
- Proelautobius jianxiensis
- Proelautobius kabakovi
- Proelautobius latiusculus
- Proelautobius medvedevi
- Proelautobius sandakanensis
- Proelautobius shaowuensis
- Proelautobius yunnanicus
- Proinvolvulus asperulicollis
- Proinvolvulus burgeoni
- Proinvolvulus decellei
- Proinvolvulus manensis
- Proinvolvulus melanarius
- Proinvolvulus parilis
- Proinvolvulus rugosipennis
- Proteugnamptellus bimaculosus
- Proteugnamptellus damonlunsis
- Proteugnamptellus horaki
- Proteugnamptellus indicus
- Proteugnamptellus julonxueshanicus
- Proteugnamptellus orlovi
- Proteugnamptellus pardalis
- Proteugnamptellus pilosus
- Proteugnamptellus punctiger
- Proteugnamptellus sexpunctatoides
- Proteugnamptus hovanus
- Protoessodius sexpunctatus
- Protoessodius validus
- Protorhynchites kasalensis
- Protorhynchites schoutedeni
- Pseudarodepus banhuaicus
- Pseudarodepus pseudosagittatum
- Pseudarodepus sagittatum
- Pseudauletes albilineatus
- Pseudauletes calosicollis
- Pseudauletes centralis
- Pseudauletes championi
- Pseudauletes curvirostris
- Pseudauletes flaviventris
- Pseudauletes freiburgensis
- Pseudauletes inermis
- Pseudauletes luceus
- Pseudauletes mixtus
- Pseudauletes modestus
- Pseudauletes nitens
- Pseudauletes rufiventris
- Pseudauletes subelongatus
- Pseudauletes tucumanensis
- Pseudauletes violaceus
- Pseudocoenorrhinus carinicollis
- Pseudodepasophilus blandulus
- Pseudodeporaus ceylonensis
- Pseudodeporaus coerulescens
- Pseudodeporaus kabakovi
- Pseudodeporaus kandanganensis
- Pseudodeporaus kolbei
- Pseudodeporaus luchti
- Pseudodeporaus mysolensis
- Pseudodeporaus nigriventris
- Pseudodeporaus pehangensis
- Pseudodeporaus periscelis
- Pseudodeporaus pullatus
- Pseudodeporaus tamilensis
- Pseudodeporaus unimaculatus
- Pseudodeporaus vanstallei
- Pseudodeporaus vrubrum
- Pseudodicranognathus dapitanus
- Pseudodicranognathus fuliginosus
- Pseudodicranognathus motschulskyi
- Pseudomechoris aethiops
- Pseudomesauletes ater
- Pseudomesauletes bakeri
- Pseudomesauletes bannapensis
- Pseudomesauletes binbyanicus
- Pseudomesauletes brevis
- Pseudomesauletes brunneus
- Pseudomesauletes callosus
- Pseudomesauletes ceylonicus
- Pseudomesauletes chinensis
- Pseudomesauletes collaris
- Pseudomesauletes columbiensis
- Pseudomesauletes conformis
- Pseudomesauletes consimilis
- Pseudomesauletes contristatus
- Pseudomesauletes culex
- Pseudomesauletes densatus
- Pseudomesauletes dispar
- Pseudomesauletes dundai
- Pseudomesauletes endrodyi
- Pseudomesauletes fasciatus
- Pseudomesauletes formosanus
- Pseudomesauletes fulvescens
- Pseudomesauletes fuscofasciatus
- Pseudomesauletes gallensis
- Pseudomesauletes gamoensis
- Pseudomesauletes gestroi
- Pseudomesauletes huitongensis
- Pseudomesauletes hustachei
- Pseudomesauletes ibis
- Pseudomesauletes indicus
- Pseudomesauletes keralensis
- Pseudomesauletes klapperichi
- Pseudomesauletes kryzhanovskyi
- Pseudomesauletes kuntzeni
- Pseudomesauletes laosensis
- Pseudomesauletes latus
- Pseudomesauletes lefinicus
- Pseudomesauletes longicollis
- Pseudomesauletes maculatus
- Pseudomesauletes nanpingensis
- Pseudomesauletes nepalensis
- Pseudomesauletes nigrinus
- Pseudomesauletes nuristanensis
- Pseudomesauletes podocarpi
- Pseudomesauletes poirasi
- Pseudomesauletes pruinosus
- Pseudomesauletes pumilio
- Pseudomesauletes punctipennis
- Pseudomesauletes reichei
- Pseudomesauletes rubrobrunneus
- Pseudomesauletes sanguineus
- Pseudomesauletes simillimus
- Pseudomesauletes sitschuanensis
- Pseudomesauletes solitus
- Pseudomesauletes subocellatus
- Pseudomesauletes subpicescens
- Pseudomesauletes subsignatus
- Pseudomesauletes thompsoni
- Pseudomesauletes togoensis
- Pseudomesauletes ueleanus
- Pseudomesauletes uniformis
- Pseudomesauletes vereshaginae
- Pseudomesauletes viridimicans
- Pseudomesauletes vonmaltzani
- Pseudomesauletes vossi
- Pseudomesauletes yunnanicus
- Pseudominurus amaniensis
- Pseudominurus bananensis
- Pseudominurus brazzavillensis
- Pseudominurus brevihirtus
- Pseudominurus discedens
- Pseudominurus ghanensis
- Pseudominurus hortulanus
- Pseudominurus hustachei
- Pseudominurus loudimensis
- Pseudominurus madagasus
- Pseudominurus mubendensis
- Pseudominurus nigrolimbatus
- Pseudominurus perrieri
- Pseudominurus pretseanus
- Pseudominurus tanganyikus
- Pseudominurus tangensis
- Pseudominurus turneri
- Pseudominurus turneroides
- Pseudominurus usambaricus
- Pseudominurus vadoni
- Pseudvulus conjunctulus
- Pseudvulus hatyensis
- Pseudvulus liesenfeldti
- Pseudvulus meyeri
- Pseudvulus nepalensis
- Pseudvulus schusteri
- Pterocolus amandae
- Pterocolus angelae
- Pterocolus auricollis
- Pterocolus azureus
- Pterocolus bicolor
- Pterocolus chamelensis
- Pterocolus crinomucrosus
- Pterocolus gravidus
- Pterocolus grossus
- Pterocolus hespenheidei
- Pterocolus jennae
- Pterocolus minutus
- Pterocolus obrieni
- Pterocolus ovatus
- Pterocolus pueblensis
- Pterocolus setosus
- Pterocolus torreyae
- Pterocolus truncatus
- Pterocolus tuberculatus
- Pterocolus vogti
- Pustulorhinus yunnanicus
- Reunionorhynchites viridissimus
- Rhinocartus tessmanni
- Rhodocyrtus cribripennis
- Rhynchitallus cyclops
- Rhynchites bacchus
- Rhynchites fulgidus
- Rhynchites lenaeus
- Rhynchites slovenicus
- Rhynchitobius longicollis
- Rubrinvolvulus baolocensis
- Rubrinvolvulus barclayi
- Rubrinvolvulus bipunctatus
- Rubrinvolvulus borneoensis
- Rubrinvolvulus kalshoveni
- Rubrinvolvulus nigroruber
- Rubrinvolvulus nilghricus
- Rubrinvolvulus pectitus
- Rubrinvolvulus rufus
- Rubrinvolvulus semidilucidus
- Rubrinvolvulus semiobscurus
- Rubrinvolvulus semiruberrimus
- Rubrinvolvulus submaculatus
- Rubrinvolvulus sumatraensis
- Rubrinvolvulus suturalis
- Rubrinvolvulus tropicus
- Rubrrhynchites curvirostris
- Rudirhynchites victoriensis
- Sabahorhinus antennalis
- Sabahorhinus hajeki
- Sabahorhinus martini
- Sabahorhinus nigriclavatus
- Sanyrevilleus grimaldii
- Schoenitemnus minutus
- Scolocnemus elegantulus
- Scolocnemus pilosiusculus
- Scolocnemus pulchellus
- Scolocnemus scolocnemoides
- Scolocnemus separandus
- Scolocnemus sumatranensis
- Scolocnemus wallacei
- Sharpirhinus abnormalis
- Squamrhynchites setosellus
- Stenorhynchites coeruleocephalus
- Stictauletes insularis
- Stictauletes punctiger
- Stictauletoides salomonicus
- Stictauletoides toxopeusi
- Svetlanaebyctiscus dundai
- Svetlanaebyctiscus vitis
- Taiwanorhynchites impressicollis
- Tatianaerhynchites aequatus
- Tatianaerhynchites goergesi
- Temnocerus abdominalis
- Temnocerus aeratoides
- Temnocerus aeratus
- Temnocerus aureus
- Temnocerus bolivicus
- Temnocerus chiriquensis
- Temnocerus coeruleus
- Temnocerus confertus
- Temnocerus cubensis
- Temnocerus cyanellus
- Temnocerus daliangensis
- Temnocerus debilis
- Temnocerus dilatarostris
- Temnocerus dundai
- Temnocerus elaeagni
- Temnocerus elusus
- Temnocerus fossifrons
- Temnocerus guatemalenus
- Temnocerus insularis
- Temnocerus japonicus
- Temnocerus levirostris
- Temnocerus lindae
- Temnocerus longiceps
- Temnocerus macrophthalmus
- Temnocerus morimotoi
- Temnocerus nanus
- Temnocerus naso
- Temnocerus oculatus
- Temnocerus perplexus
- Temnocerus pusillus
- Temnocerus regularis
- Temnocerus rubripes
- Temnocerus semicyaneus
- Temnocerus sibiricus
- Temnocerus striafrons
- Temnocerus subglaber
- Temnocerus subviridanus
- Temnocerus thesaurus
- Temnocerus yasumatsui
- Temnocerus yunnanicus
- Teretriorhynchites amabilis
- Teretriorhynchites caeruleus
- Teretriorhynchites dundai
- Teretriorhynchites fulvihirtus
- Teretriorhynchites funebris
- Teretriorhynchites hirticollis
- Teretriorhynchites kangdingensis
- Teretriorhynchites kozlovi
- Teretriorhynchites nigrocyaneus
- Teretriorhynchites potanini
- Teretriorhynchites pubescens
- Teretriorhynchites szechuanensis
- Teretriorhynchites xiahensis
- Teretriorhynchites zhondiensis
- Thompsonirhinus amictus
- Thompsonirhinus annapurnae
- Thompsonirhinus azurescens
- Thompsonirhinus batangensis
- Thompsonirhinus belokobylskii
- Thompsonirhinus clavatus
- Thompsonirhinus coerulescens
- Thompsonirhinus commulatatus
- Thompsonirhinus connatus
- Thompsonirhinus consimilis
- Thompsonirhinus corallinus
- Thompsonirhinus cyanescens
- Thompsonirhinus cyaneus
- Thompsonirhinus declaratus
- Thompsonirhinus decoomani
- Thompsonirhinus disjunctus
- Thompsonirhinus eduardi
- Thompsonirhinus femoralis
- Thompsonirhinus gentilis
- Thompsonirhinus gracilis
- Thompsonirhinus griseipilosus
- Thompsonirhinus hoemorrhoidalis
- Thompsonirhinus indubius
- Thompsonirhinus inordinatus
- Thompsonirhinus juvenilis
- Thompsonirhinus kundensis
- Thompsonirhinus leucoscutellatus
- Thompsonirhinus mandschuricus
- Thompsonirhinus modestus
- Thompsonirhinus nebulosus
- Thompsonirhinus obsitus
- Thompsonirhinus oengaranicus
- Thompsonirhinus pilositessellatus
- Thompsonirhinus plumbeus
- Thompsonirhinus restituens
- Thompsonirhinus rhedi
- Thompsonirhinus rufitarsis
- Thompsonirhinus sichuanensis
- Thompsonirhinus simulans
- Thompsonirhinus subplumbeus
- Thompsonirhinus terminassianae
- Thompsonirhinus vernaculus
- Vietnamodeporaus brevirostris
- Vossicartus bruncki
- Yunnanuletes heishuensis
- Yunnanuletes murzini
- Yunnanuletes perturbatus
- Zherichiniletes khetanus
- Zherichiniletus cinerascens
- Zherichiniletus horaki
- Zherichiniletus luchti